# Roger Duquesnoy
Pour les articles homonymes, voir Duquesnoy.
Pas d'image ? Cliquez ici

a Compétitions nationales et continentales officielles uniquement.

Roger Duquesnoy, né le 3 mars 1948 à Sainghin-en-Mélantois (Nord) et mort le 14 août 2012, à Saint-Boès (Pyrénées-Atlantiques), est un joueur français de basket-ball, évoluant au poste d'intérieur.

## Biographie
Roger Duquesnoy commence sa carrière de basketteur dans le Nord de la France, au BC Fretin puis à l'AG Thumeries. Il évolue par ailleurs en tant que gardien de but au sein des équipes de jeunes du club de football local de l'US Fretin. Roger Duquesnoy joue au rugby avec l'US Cognac (alors en première division nationale) lorsqu'il est recruté par Pierre Seillant, président de l'Élan béarnais Orthez, sur les conseils de Jean Luent.
Il joue pour l'équipe de France de 1972 à 1977, participant au Championnat d'Europe de basket-ball 1977 où les Bleus terminent onzième.
Roger Duquesnoy est décédé après de longs mois de souffrance, vaincu par un cancer. Il avait 64 ans.